# تجديد الإمبراطورية

سيطر جستنيان على أجزاء من الإمبراطورية الغربية السابقة (الأصفر).

تجديد الإميراطورية، بالاتينية ريستاتيو إمبيري (باللاتينية: Restauratio imperii) أو رينوفاتو إمبيري (Renovatio imperii) هو مصطلح يُفهم على أنه محاولة استعادة الحقوق أو ممتلكات الإمبراطورية الرومانية القديمة. وذلك في سياق الإمبراطورية الرومانية الألمانية في العصور الوسطى والإمبراطورية الرومانية الشرقية أو الإمبراطورية البيزنطية المبكرة . 

## الإمبراطورية الرومانية الشرقية
يشار إلى سياسة الإمبراطور الروماني الشرقي جستنيان الأول ، والتي تهدف إلى استعادة الأجزاء السابقة من الإمبراطورية في الغرب ، مرارًا وتكرارًا في هذا السياق على أنها ترميم Restauratio . ومع ذلك ، فمن المثير للجدل ما إذا كان غزو أجزاء كبيرة من الإمبراطورية الغربية السابقة من قبل القوات الشرقية مخططًا بالفعل لفترة طويلة أو ما إذا كان مبنيًا على انتهاز تلقائي للفرص المواتية. 

## الإمبراطورية الرومانية المقدسة
كانت سياسة الإمبراطور الروماني الألماني أوتو الثالث بشكل صريح تجديدًا renovatio . إذ  صك المصطلح على العملات المعدنية. الأباطرة الساليون كونراد الثاني ، وهاينريش الثالث. وهنري الرابع استأنفوا هذا التوجه. في مجال الفن ، على سبيل المثال ، اتبع بناء كاتدرائية شباير لغة التصميم القديمة. كانت سياسات فريدريك الأول (بربروسا) تهدف أيضًا إلى التجديد أو الترميم ، والذي كان من المفترض أن يطالب بالحقوق القديمة للإمبراطور الروماني الألماني ، خاصة فيما يتعلق بإمبراطورية إيطاليا (قارن Reichstag von Roncaglia ). يمكن أيضًا وصف السياسة الإيطالية للإمبراطور هنري السابع بأنها محاولة للتجديد .
الخلفية هي الفهم الذاتي للإمبراطورية الألمانية التي انطلقت مع الإمبراطور الفرنجي شارلمان حتى عام 1806 كإمبراطورية مسيحية (ومن هنا تسمية  الإمبراطورية الرومانية المقدسة) وسليلة للإمبراطورية الرومانية (الغربية). تأتي هذه الصورة الذاتية بالفعل في تتويج تشارلز للبابا ليو الثالث. في روما يوم 25 كانون الأول عام 800 م، الذي فهمه المشاركون على أنه translatio imperii ("نقل الإمبراطورية"). 

## الأدبيات
قارن على سبيل المثال بين الأقسام الموجودة أعلاه عن الحكام المذكورين في المنشورات المقابلة عنهم  مثل تاريخ كامبريدج القديم (2. الطبعة) Cambridge Ancient History أو دليل التاريخ الألماني Handbuch der deutschen Geschichte (Gebhardt). 
- إيرينغ فيتشر ، هيرفريد مونكلر (إد. ): دليل بايبر للأفكار السياسية . المجلد 1 و 2 ، ميونيخ 1988 وما يليها.
- Malte Heidemann: Henry VII (1308-1313). فكرة إمبراطورية في مجال التوتر بين حكم هوهنشتاوفن العالمي والاستقلال الذاتي المعاصر الحديث المبكر (= دراسات عن اللوكسمبورغ ووقتهم. المجلد 11). Fahlbusch ، Warendorf 2008 ، ISBN 978-3-925522-24-6 .
- تيلمان ستروف : الإمبريالية والفكرة الرومانية في فترة ساليان . في: الأرشيف الألماني للأبحاث في العصور الوسطى 44 ، 1988 ، ص 424-454 ( عبر الإنترنت ).
- بيرسي إرنست شرام : الإمبراطور وروما ورينوفاتيو. جمعية الكتاب العلمي ، دارمشتات 1992 (طبع طبعة لايبزيغ 1929).
- فيدور شنايدر : روما وفكر روما في العصور الوسطى. الأسس الروحية لعصر النهضة. Drei Masken Verlag ، ميونيخ ، 1926.
- كيرت زيلينجر: الفكرة الإمبراطورية وروما وسياسة روما مع فريدريش بربروسا. في: Federico I Barbarossa e L'Italia. حرره IL Sanfilippo. روما 1990 ، ص 367-419.